# Salix phlebophylla
Salix phlebophylla — вид квіткових рослин із родини вербових (Salicaceae).

## Морфологічна характеристика
Це рослина 0.01–0.07 метра заввишки (карликова), утворює клонові килимки кореневищами. Стебла виткі. Гілки червоно-бурі чи жовто-бурі, голі; гілочки червоно-бурі, голі. Листки на ніжках 1.2–3.2(4.8) мм; найбільша листкова пластина еліптична, широко-еліптична, обернено-яйцеподібна, субкругла чи кругла, 7–15 × 3–11 мм; краї плоскі, цільні, іноді війчасті; верхівка опукла, округла чи притуплена з легкою виїмкою; абаксіальна (низ) поверхня не сіра, гола, середня жилка іноді волохата; адаксіальна поверхня сильно блискуча, гола; молода пластинка (зелена), гола абаксіально чи війчаста. Сережки квітнуть коли з'являється листя: тичинкові 10–35 × 6–10 мм, маточкові 12–38 × 5–11 мм. Коробочка 2.9–4.8 мм. 2n = 38. Цвітіння: червень і липень.

## Середовище проживання
США і Канада (Аляска, Алеутські острови, Північно-Західні території, Юкон); Далекий Схід. Населяє аркто-альпійську суху дріасово-лишайникову тундру, полігональну тундру з кам'янистими смугами і сухими височиними, осипи та колювіальні схили, злаково-осокові куписті тундри, осокові луки в дренажних шляхах, зарості берези карликової, гранітні та пісковикові субстрати; 0–2100 метрів.